# János Gönczöl
János Gönczöl (* 8. März 1922 in Budapest; † 12. November 2016) war ein deutscher Schauspieler ungarischer Herkunft. Bereits seit Ende der 1940er Jahre war er in einer Reihe von Spielfilmen und Fernsehproduktionen, vornehmlich in deutschen und ungarischen Produktionen, zu sehen.

## Spielfilme (Auswahl)
- 1947: Könnyü múzsa
- 1955: Der Fall Judith B. (Gázolás)
- 1956: Tanár úr, kérem...
- 1957: Nehéz kesztyük
- 1958: Schmuggler
- 1959: Der Frechdachs
- 1959: Up the Slope
- 1959: Bogantsch, die Geschichte eines Hundes
- 1959: Szerelem csütörtök
- 1960: A Certain Major
- 1967: Der Tod läuft hinterher
- 1970: Merkwürdige Geschichten – Anruf aus dem Jenseits
- 1970: Stehaufmädchen
- 1970: Wie eine Träne im Ozean
- 1971: Der neue heiße Sex-Report
- 1974: Output
- 1974: Härte 10
- 1975: Sondertribunal – Jeder kämpft für sich allein
- 1977: Die Vertreibung aus dem Paradies
- 1980: Die Formel
- 1985: Drei gegen Drei
- 1999: Nichts als die Wahrheit
- 2003: A Szent Lőrinc folyó lazacai